# Башелье, Николя
Николя Башелье (фр. Nicolas Bachelier; 17 июня 1485, Тулуза — 1556, там же) — французский архитектор, скульптор и геодезист. Создатель тулузской школы архитектуры.

## Биография
Сын итальянца. Изучал творения Микеланджело в Риме и считался одним из основателей стиля Ренессанса во Франции, в особенности в Тулузе и её окрестностях.
Башелье плодотворно работал в Тулузе. К числу работ этого архитектора относится дворец Ассеза, который занимают художественное собрание фонда Бамберга и Академия цветочных игр, продолжающая поэтические традиции Клеманс Изор, ряд пышных фасадов многоэтажных особняков тулузских торговцев красителями. Ему приписывают построенный ещё до 1534 года замок Монталь около Сен-Сере, фронтоны которого при всём великолепии надворных фасадов, выполненных в стиле Ренессанса, усажены ещё готическими краббами.
Спроектировал и совместно с инженером Луи Прива с 1541 года руководил процессом строительства Нового моста в Тулузе (фр. Pont-Neuf de Toulouse). Эта конструкция — самая старая среди городских мостов, несмотря на название. Средства на строительство отыскал король Франциск I, обременив специальным налогом жителей Тулузы. Возведение моста в 1560 году было приостановлено из-за религиозных войн. В 1632 году, когда работы завершились, на церемонии открытия Нового моста лично присутствовал Людовик XIV.

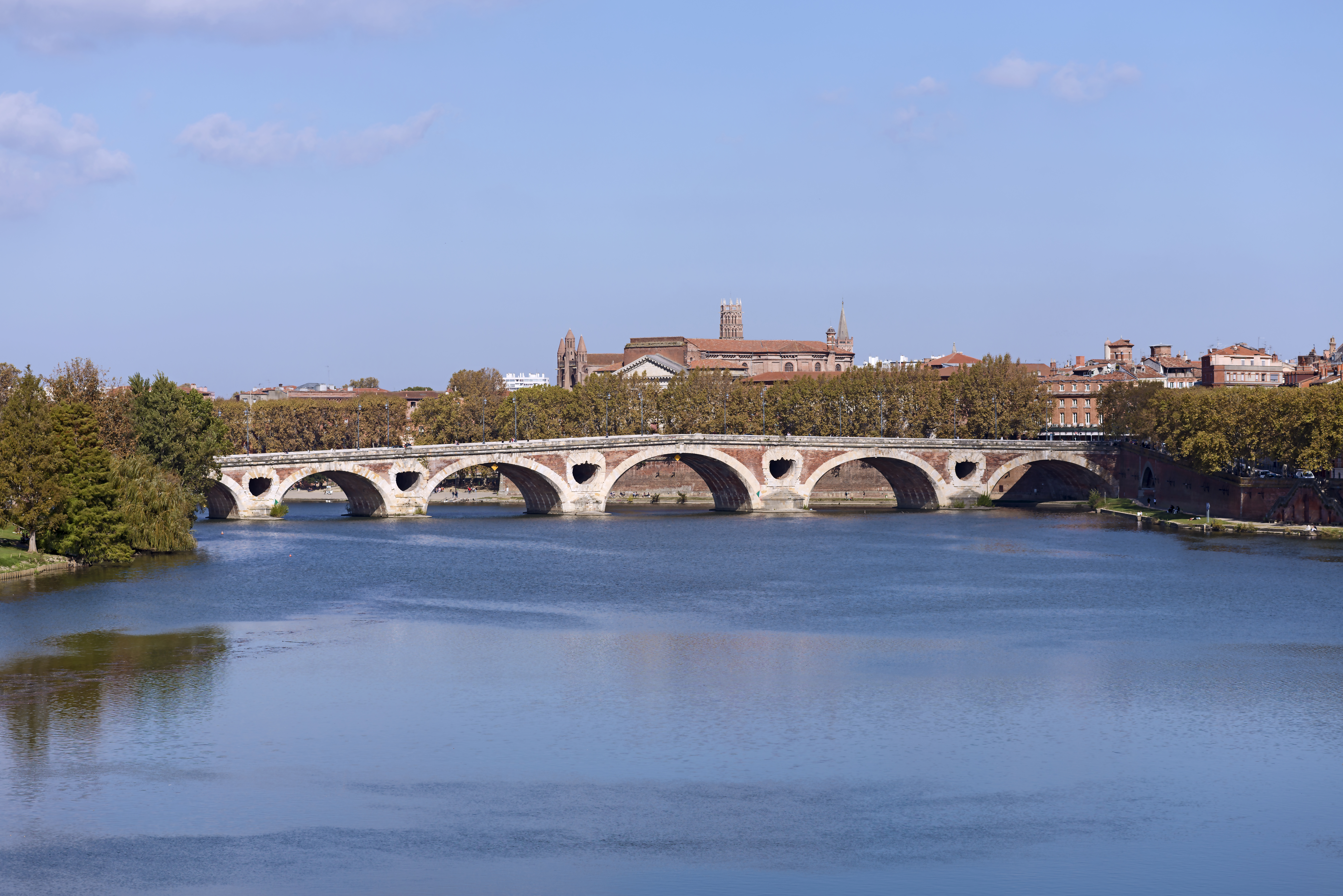
Новый мост в Тулузе

В 1539 году Башелье и его коллега Арно Казанова предложили Франциску I проект канала от Тулузы в Каркассона. Король ранее обсуждал возможность строительства такого канала с Леонардо да Винчи. Авторы проекта также предложили, возможность плавания барж по реке Гаронне или по каналу сооружённому параллельно реке, соединяющему Атлантический океан со Средиземным морем. Франциск I утвердил эти планы. Однако в связи с неточностью расчётов в проектах, они тогда не были осуществлены.